# Citohrom P450
Citohrom P450 superfamilija (CYP) je velika i razvnovrsna grupa enzima. Funkcija većine „CYP“ enzima je kataliza oksidacije organskih supstanci. Supstrati CYP enzima su metabolički intermedijari poput lipida i steroidnih hormona, ksenobiotske supstance poput lekova, kao i toksične hemikalije. Citohromi P450 su velika grupa enzima koji učestvuju u metabolizmu lekova i u bioaktivaciji. Smatra se da oni posreduju oko 75% totalnog broja različitih metaboličkih reakcija.
Najčešće katalizovana reakcija citohromima P450 je monooksigenaza, npr., umetanje atoma kiseonika u organski supstrat (RH) dok se drugi atom kiseonika redukuje do vode:
Citohromi P450 pripadaju superfamiliji proteina koji sadrže Hem kofaktor i stoga su hemoproteini. Njihovi supstrati su veoma raznovrsni u pogledu hemijske strukture i molekulske težine. Oni su često deo multi-komponentnog lanca transfera elektrona. Citohromi P450 su dobili imena na osnovu njihove ćelijske (cito) lokacije i spektrofotometrijskih karakteristika (hrom): kad redukovano hem gvožđe formira kompleks sa , P450 enzimi apsorbuju svetlost na talasnim dužinama blizo 450 .
CYP enzimi su prisutni u svim domenima života, i.e., u životinjama, biljkama, gljivama, protistima, bakterijama, arhejama, pa čak i u virusima. Više od 11 500 distinktnih CYP proteina je poznato.

## Literatura
- Degtyarenko, K. (9. 1. 2009). „Directory of P450-containing Systems”. International Centre for Genetic Engineering and Biotechnology. Архивирано из оригинала 16. 07. 2016. г. Приступљено 10. 2. 2009.
- Estabrook, R. (2003). „A passion for P450s (remembrances of the early history of research on cytochrome P450)”. Drug Metab Dispos. 31 (12): 1461—73. PMID 14625342. doi:10.1124/dmd.31.12.1461.
- Feyereisen, R. (19. 12. 2005). „The Insect P450 Site”. Institut National de la Recherche Agronomique. Архивирано из оригинала 30. 05. 2014. г. Приступљено 10. 2. 2009.
- Flockhart, D. A. (2007). „Cytochrome P450 drug interaction table”. Indiana University-Purdue University Indianapolis. Архивирано из оригинала 30. 08. 2007. г. Приступљено 10. 2. 2009.
- Fowler L, Mercer A. „Cytochrome P450 Animated Tutorial”. School of Pharmacy, London. Архивирано из оригинала 17. 05. 2016. г. Приступљено 10. 2. 2009.
- Preissner, S. (2010). „Cytochrome P450 database”. Nucleic Acids Research. Архивирано из оригинала 03. 11. 2011. г.
- Nelson, D. (8. 4. 2005). „Cytochrome P450 Homepage”. University of Tennessee Health Science Center. Архивирано из оригинала 27. 06. 2010. г. Приступљено 10. 2. 2009.
- Sim, S. C. (4. 9. 2008). „Human Cytochrome P450 (CYP) Allele Nomenclature Committee”. Karolinska Institutet. Архивирано из оригинала 08. 02. 2009. г. Приступљено 10. 2. 2009.
- Hazai, E. (12. 2. 2012). „Cytochrome P450 enzyme-substrate selectivity prediction”. Архивирано из оригинала 15. 02. 2011. г.
- Sigel, Roland; Sigel, Astrid; Sigel, Helmut (2007). The Ubiquitous Roles of Cytochrome P450 Proteins: Metal Ions in Life Sciences. New York: Wiley.
- Nicholas C. Price; Lewis Stevens (1999). Fundamentals of Enzymology: The Cell and Molecular Biology of Catalytic Proteins (Third изд.). USA: Oxford University Press. ISBN 019850229X.
- Eric J. Toone (2006). Advances in Enzymology and Related Areas of Molecular Biology, Protein Evolution (Volume 75 изд.). Wiley-Interscience. ISBN 0471205036.
- Branden C; Tooze J. Introduction to Protein Structure. New York, NY: Garland Publishing. ISBN 0-8153-2305-0.
- Irwin H. Segel. Enzyme Kinetics: Behavior and Analysis of Rapid Equilibrium and Steady-State Enzyme Systems (Book 44 изд.). Wiley Classics Library. ISBN 0471303097.
- William P. Jencks (1987). Catalysis in Chemistry and Enzymology. Dover Publications. ISBN 0486654605.

## Spoljašnje veze
- Performance of P450 inhibition Studies The performance of in vitro cytochrome P450 inhibition studies including analysis of the data.
- DDI Regulatory Guidance Request a guide to drug-drug interaction regulatory recommendations.
- Expanding the toolbox of cytochrome P450s through enzyme engineering Архивирано на веб-сајту  (26. фебруар 2014) Video by the Turner Group, University of Manchester, UK